# Simon Schoon
Simon (Siem) Schoon (29 augustus 1912 – Groningen, 2 mei 1989) was een verzetsstrijder in het Drentse Vries tijdens de Tweede Wereldoorlog.
Schoon werkte als onderwijzer en was getrouwd met Geessien Noorlag. Het echtpaar verborg Joden in hun eigen huis en hielp ook bij de zoektocht naar andere personen die bereid waren Joden te verbergen. Schoon werd op 29 juli 1944 in Emmen gearresteerd vanwege illegale activiteiten. Hij slaagde erin te ontsnappen en werd daarbij door twee kogels geraakt. Hij dook daarna onder en zette zijn werk bij het verzet voort. Schoon was ridder in de Orde van Oranje-Nassau en onderscheiden met het Verzetsherdenkingskruis. Op 27 december 1976 erkende Yad Vashem Simon Schoon als Rechtvaardige onder de Volkeren.